# 미켈라 페이스
미켈라 페이스(Michela Pace, 2001년 1월 25일 ~ )는 몰타의 가수이다. 유로비전 송 콘테스트 2019에서 몰타 대표로 참가했다.